# مموناتو سولمانا
مموناتو سولمانا (انگلیسی: Memunatu Sulemana؛ زادهٔ ۴ نوامبر ۱۹۷۷) بازیکن فوتبال اهل غنا است.
وی همچنین در تیم ملی فوتبال زنان غنا بازی کرده‌است.